# 布旺库尔
布旺库尔（法語：Bouvancourt，法語發音：[buvɑ̃kuʁ]）是法国马恩省的一个市镇，位于该省西北部，属于兰斯区。

## 地理
布旺库尔（49°20'17"N, 3°50'4"E）面积12.91 平方千米，位于法国大東部大區马恩省，该省份为法国东北部内陆省份，北起阿登省，西北接埃纳省，西南接塞纳-马恩省，南至奥布省，东南接上马恩省，东临默兹省。
与布旺库尔接壤的市镇（或旧市镇、城区）包括：布菲涅勒、居扬库尔、科鲁瓦莱埃蒙维尔、埃蒙维尔、韦勒河畔蒙蒂尼、佩维、旺特莱、科尔米西。

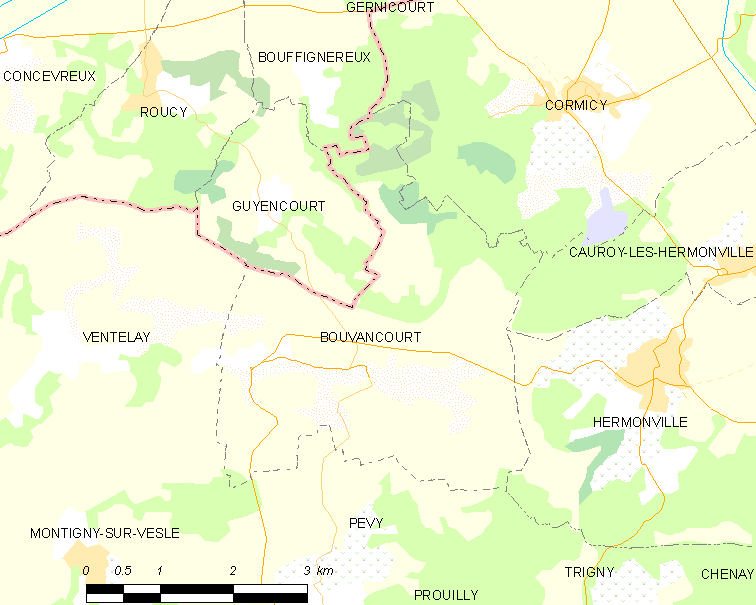
布旺库尔的OSM定位图

布旺库尔的时区为UTC+01:00、UTC+02:00（夏令时）。

## 行政
布旺库尔的邮政编码为51140，INSEE市镇编码为51077。

## 政治
布旺库尔所属的省级选区为菲姆-兰斯山县。

## 人口

1962-2008年间布旺库尔人口变化图示

布旺库尔于2022年1月1日时的人口数量为175人。